# Щербатівка (Новоукраїнський район)
Щерба́тівка — село в Україні, у Новомиргородській міській громаді Новоукраїнського району Кіровоградської області. Населення становить 14 осіб.

## Населення
Згідно з переписом УРСР 1989 року чисельність наявного населення села становила 22 особи, з яких 9 чоловіків та 13 жінок.
За переписом населення України 2001 року в селі мешкало 14 осіб. 100 % населення вказало своєю рідною мовою українську мову.

## Вулиці
В Щербатівці налічується одна вулиця — вул. Леніна.